# Casa natal d'Antoni Gaudí

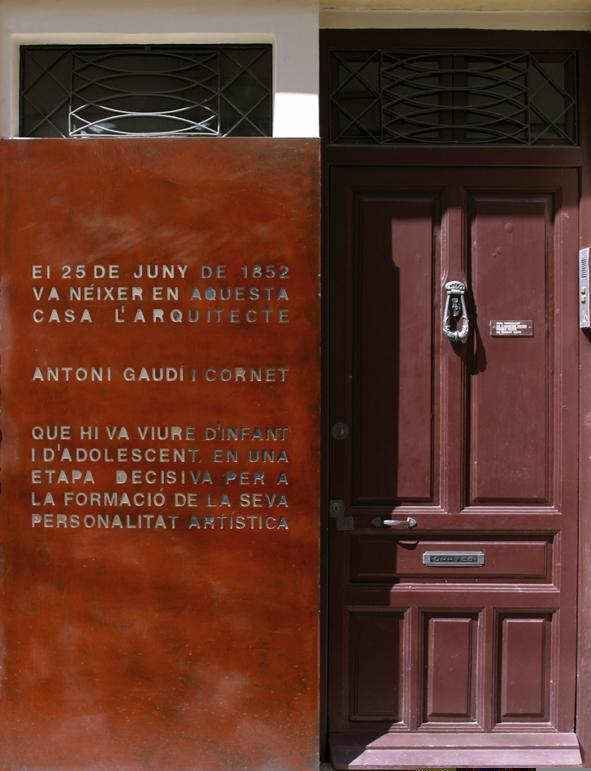
Placa que es troba al carrer de Sant Vicent per commemorar la casa on va néixer Antoni Gaudí

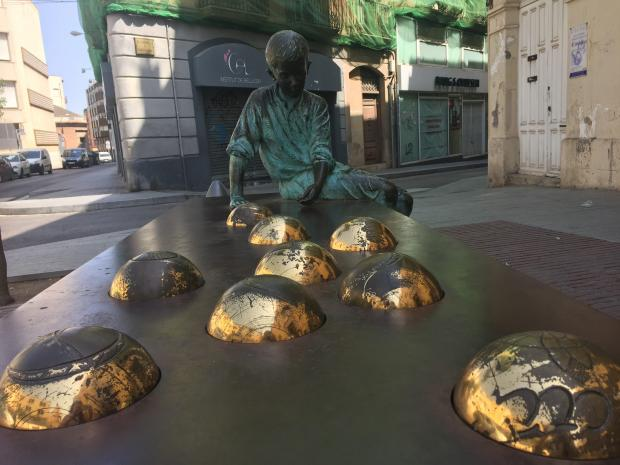
Monument de Gaudí Nen o Adolescent

La Casa natal d'Antoni Gaudí és un edifici situat al nord del barri antic de Reus.

## Descripció
A la dècada del 2020 la casa només es pot contemplar des de l'exterior, ja que està habitada i és una propietat privada. Solament podem observar una placa, de considerable dimensió, que recorda el punt d'interès i que diu el següent: el 25 de juny de 1852 va néixer en aquesta casa l'arquitecte Antoni Gaudí i Cornet. Que hi va viure d'infant i d'adolescent en una etapa decisiva per a la formació de la seva personalitat artística.
Està molt a prop del Monument de Gaudí Nen o Adolescent, una obra d'Artur Aldomà (2002), que representa l'arquitecte jugant durant la seva infància. L'escultura és de bronze, d'1,1 metre i situa Gaudí en un banc jugant amb unes boles daurades. Antoni Gaudí va viure a la casa del carrer de Sant Vicent durant la seva infància i joventut, cal destacar que, a la planta baixa, hi havia la caldereria del seu avi i es pensa que d'aquí li va venir la inspiració per a començar a treballar amb el ferro.

## Naixement d'Antoni Gaudí
No hi ha unanimitat sobre si Gaudí va néixer a Reus o a Riudoms, una petita població veïna de Reus d'on era originària la seva família de part de pare i on a estiuejaven. Gran part dels biògrafs s'inclinen pel fet que Gaudí va néixer a Reus: «Gaudí va néixer, segons gran part de les versions, al carrer de Sant Joan, al costat de la plaça Prim de Reus (…) Tanmateix, més tard, Gaudí va deixar maliciosament obertes aquelles portes en donar a entendre que, de fet, podia haver nascut al taller del seu pare, situat tot just entrant al límit municipal de Riudoms». Tanmateix, se sap amb certesa que la seva infància la va passar pels voltants del carrer de Sant Vicent de Reus, per a ser més exactes, a la casa número 4, on es considera que va néixer.
Antoni Gaudí va viure amb els seus pares, Francesc Gaudí i Serra, i Antònia Cornet i Bertran. La casa natal era propietat de la família materna i, a la planta baixa, hi havia el taller de caldereria del seu avi matern. Com ell mateix manifestava: "soc fill, net i renet de calderers". Gaudí sempre reivindicà aquest ofici familiar com a origen de la seva personal visió i comprensió de l'espai en tres dimensions. La casa va continuar en mans de la família d'Antoni Gaudí fins a l'any 1878.